# 艾比·巴布
艾比·巴布（Abel Eduardo Balbo，1966年6月1日—)，為一名已退役的阿根廷足球前鋒，曾任足球教練。
他曾代表阿根廷參與1990、1994及1998三屆世界盃，亦入選出戰1989及1995兩屆美洲盃。他共替國家隊上陣37場，攻入10球

## 榮譽

### 球會
紐維爾舊生
- 阿根廷甲組聯賽 冠軍: 1988

帕爾馬
- 意大利盃 冠軍: 1998–1999
- 歐洲足協盃 冠軍: 1998–1999

羅馬
- 意大利甲組聯賽 冠軍: 2000–2001
- 意大利超級盃 冠軍: 2001

### 國家隊
- 世界盃亞軍：1990
- 美洲盃銅牌：1989

### 個人
- 意大利乙組聯賽神射手: 1990–1991